# Kitanoumi Toshimitsu
Kitanoumi Toshimitsu (en japonés: 北の湖 敏満?), nacido como Obata Toshimitsu (en japonés: 小畑 敏満; ?   16 de mayo de 1953-20 de noviembre de 2015) fue un luchador de sumo y antiguo presidente de la Asociación Japonesa de Sumo. Fue promovido a yokozuna a la edad de 21 años, siendo uno de los luchadores más jóvenes en llegar al mayor rango de luchadores de sumo. Fue uno de los yokozuna más destacados de la década de 1970, permaneciendo con dicho grado por 63 torneos.
Falleció debido a un cáncer de recto.

## Historial
| Año (Honbasho) | Hatsu Basho (enero) (ciudad de Tokio) | Haru Basho (marzo) (ciudad de Osaka) | Natsu Basho (mayo) (ciudad de Tokio) | Nagoya Basho (julio) (ciudad de Nagoya) | Aki Basho (septiembre) (ciudad de Tokio) | Kyushu Basho (noviembre) (ciudad de Fukuoka) | Victorias / Derrotas / Ausencias |
| 1967           | Maezumo Hatsu Dohyō                   | Jonokuchi 13 Este 5 - 2              | Jonidan 95 Este 4 - 3                | Jonidan 49 Oeste 2 - 5                  | Jonidan 82 Oeste 4 - 3                   | Jonidan 55 Oeste 4 - 3                       | 19 - 16                          |
| 1968           | Jonidan 36 Este 7 - 0                 | Sandanme 20 Oeste 0 - 7              | Sandanme 64 Oeste 6 - 1              | Sandanme 31 Oeste 2 - 5                 | Sandanme 55 Este 4 - 3                   | Sandanme 39 Este 6 - 1                       | 25 - 17                          |
| 1969           | Sandanme 5 Este 6 - 1                 | Makushita 38 Este 2 - 5              | Makushita 56 Oeste 4 - 3             | Makushita 51 Este 5 - 2                 | Makushita 30 Oeste 3 - 4                 | Makushita 37 Este 4 - 3                      | 24 - 18                          |
| 1970           | Makushita 29 Este 5 - 2               | Makushita 16 Este 4 - 3              | Makushita 13 Oeste 4 - 3             | Makushita 10 Oeste 5 - 2                | Makushita 3 Este 2 - 5                   | Makushita 10 Oeste 5 - 2                     | 25 - 17                          |
| 1971           | Makushita 5 Oeste 6 - 1               | Makushita 1 Este 5 - 2               | Jūryō 10 Este 9 - 6                  | Jūryō 4 Oeste 6 - 9                     | Jūryō 8 Oeste 9 - 6                      | Jūryō 2 Oeste 9 - 6                          | 44 - 30                          |
| 1972           | Maegashira 12 Oeste 5 - 10            | Jūryō 3 Oeste 10 - 5                 | Maegashira 11 Oeste 9 - 6            | Maegashira 7 Este 9 - 6                 | Maegashira 3 Este 6 - 9                  | Maegashira 6 Oeste 10 - 5                    | 49 - 41                          |
| 1973           | Komusubi 1 Este 4 - 11                | Maegashira 5 Oeste 9 - 6             | Maegashira 1 Oeste 6 - 9             | Maegashira 4 Este 8 - 7                 | Komusubi 1 Este 8 - 7                    | Sekiwake 1 Este 10 - 5                       | 45 - 45                          |
| 1974           | Sekiwake 1 Este 14 - 1                | Ōzeki 1 Oeste 10 - 5                 | Ōzeki 1 Este 13 - 2                  | Ōzeki 1 Este 13 - 2                     | Yokozuna 1 Oeste 11 - 4                  | Yokozuna 1 Oeste 12 - 3                      | 73 - 17                          |
| 1975           | Yokozuna 1 Este 12 - 3                | Yokozuna 1 Este 13 - 2               | Yokozuna 1 Este 13 - 2               | Yokozuna 1 Este 9 - 6                   | Yokozuna 1 Este 12 - 3                   | Yokozuna 1 Este 12 - 3                       | 71 - 19                          |
| 1976           | Yokozuna 1 Este 12 - 3                | Yokozuna 1 Este 10 - 5               | Yokozuna 1 Oeste 12 - 3              | Yokozuna 1 Oeste 12 - 3                 | Yokozuna 1 Oeste 10 - 5                  | Yokozuna 1 Oeste 14 - 1                      | 72 - 18                          |
| 1977           | Yokozuna 1 Este 12 - 3                | Yokozuna 1 Oeste 15 - 0              | Yokozuna 1 Este 12 - 3               | Yokozuna 1 Este 13 - 2                  | Yokozuna 1 Oeste 15 - 0                  | Yokozuna 1 Este 13 - 2                       | 80 - 10                          |
| 1978           | Yokozuna 1 Oeste 15 - 0               | Yokozuna 1 Este 13 - 2               | Yokozuna 1 Este 14 - 1               | Yokozuna 1 Este 15 - 0                  | Yokozuna 1 Este 14 - 1                   | Yokozuna 1 Este 11 - 4                       | 82 - 8                           |
| 1979           | Yokozuna 2 Este 14 - 1                | Yokozuna 1 Este 15 - 0               | Yokozuna 1 Este 13 - 2               | Yokozuna 1 Oeste 12 - 3                 | Yokozuna 1 Oeste 13 - 2                  | Yokozuna 1 Este 10 - 5                       | 77 - 13                          |
| 1980           | Yokozuna 2 Este 12 - 3                | Yokozuna 1 Oeste 13 - 2              | Yokozuna 1 Este 14 - 1               | Yokozuna 1 Este 15 - 0                  | Yokzouna 1 Este 11 - 4                   | Yokozuna 1 Oeste 12 - 3                      | 77 - 13                          |
| 1981           | Yokozuna 2 Este 14 - 1                | Yokozuna 1 Este 13 - 2               | Yokozuna 1 Este 14 - 1               | Yokozuna 1 Este 13 - 2                  | Yokozuna 1 Este 10 - 5                   | Yokzouna 1 Oeste 5 - 4 - 6                   | 69 - 15 - 6                      |
| 1982           | Yokozuna 1 Oeste 13 - 2               | Yokozuna 1 Este 11 - 4               | Yokozuna 1 Oeste 9 - 4 - 2           | Yokozuna 2 Este 0 - 0 - 15              | Yokozuna 2 Este 10 - 5                   | Yokozuna 2 Este 9 - 3 - 3                    | 52 - 18 - 20                     |
| 1983           | Yokozuna 1 Oeste 5 - 4 - 6            | Yokozuna 1 Oeste 0 - 0 - 15          | Yokozuna 1 Oeste 0 - 0 - 15          | Yokozuna 1 Oeste 0 - 0 - 15             | Yokozuna 2 Este 4 - 1 - 10               | Yokozuna 2 Este 11 - 4                       | 20 - 9 - 61                      |
| 1984           | Yokozuna 2 Este 8 - 7                 | Yokozuna 2 Este 10 - 5               | Yokozuna 1 Oeste 15 - 0              | Yokozuna 1 Este 11 - 4                  | Yokozuna 1 Este 0 - 3 - 12               | Yokozuna 2 Este 3 - 4 - 8                    | 47 - 23 - 20                     |
| 1985           | Yokozuna 1 Oeste 0 - 3 - 12           | ─                                    | ─                                    | ─                                       | ─                                        | ─                                            | 0 - 3 - 12                       |